# Семашко Олександр Миколайович
Олександр Миколайович Семашко (11 лютого 1937, Кривий Ріг — 4 січня 2008, Київ) — український науковець-соціолог, культуролог, українознавець. Доктор філософських наук (1984), професор (1985). Дослідник соціології культури, естетики, низки філософських питань.
У різні періоди життя присвятив 10 років праці в Запорізькому індустріальному інституті (1976—1987), Інституті мистецтвознавства, фольклористики та етнології імені Максима Рильського НАН України (1992—2002) та Науково-дослідному інституті українознавства МОН України (1992—2002). Останні 6 років життя працював у Державній академії керівних кадрів культури і мистецтв (2002—2008). Автор понад 200 наукових робіт.

## Життєпис
Народився 11 лютого 1937 року у місті Кривий Ріг у родині вчителів. З початком німецько-радянської війни родина переїхала у село Велика Лепетиха на Херсонщині, де Олександр Семашко провів дитинство та юність.
У 1959 році закінчив історико-філологічний факультет Станіславського педагогічного інституту (декан — кандидат історичних наук Василь Духніч). Викладав історію у школі Великої Лепетихи, працював завучем школи села Цуцилів. Пройшов службу у лавах Радянської армії.
З 1969 року жив у Запоріжжі. Обіймав посаду старшого викладача, пізніше — доцента кафедри філософії Запорізького машинобудівного інституту. У 1970 році достроково закінчив аспірантуру Дніпропетровського державного університету та здобув науковий ступінь кандидата філософських наук, захистивши дисертацію на тему «Художественные потребности студентов, пути и средства их формирования».
Тимчасово мешкаючи у Дніпропетровську, працював доцентом Дніпропетровського інституту інженерів залізничного транспорту. У 1976 році повернувся до Запоріжжя, де очолив кафедру філософії Запорізького індустріального інституту. У 1984 році здобув науковий ступінь доктора філософських наук, захистивши дисертацію на тему «Социально-эстетические проблемы развития художественных потребностей». Через рік затверджений у вченому званні професора.
З 1987 року жив у Києві, де обійняв посаду професора кафедри культурології Київського інституту політології та соціального управління. Після ліквідації інституту перейшов до Інституту мистецтвознавства, фольклористики та етнології імені Максима Рильського НАН України, паралельно обіймав посаду заступника директора Науково-дослідного інституту українознавства МОН України.

Могила Олександра Семашка, Байкове кладовище

З 2002 року — професор кафедри гуманітарних і соціальних дисциплін Державної академії керівних кадрів культури і мистецтв (ДАКККіМ), через рік перейшов на новостворену кафедру соціології, яку очолив у 2005 році. Паралельно очолював Центр соціологічних досліджень при академії.
Помер після нетривалої хвороби у 70-річному віці 4 січня 2008 року. Похований у колумбарії Байкового кладовища.

## Наукова діяльність
Автор понад 200 наукових робіт. Дослідник соціології культури, естетики, низки філософських питань. Науковий керівник та консультант близько 30 кандидатів та докторів наук. Серед учнів Олександра Семашка — науковці Надія Бабенко, Станіслав Катаєв тощо.
Очоливши кафедру філософії Запорізького індустріального інституту, започаткував всеукраїнське дослідження художньої культури, яке стало основою для докторської дисертації Олександра Семашка 1984 року. Переїхавши до Києва, став співзасновником української соціології мистецтва, створивший перший однойменний навчальний посібник, в якому узагальнив основні емпіричні дослідження художнього життя України.
На посаді директора Центру соціологічних досліджень ДАКККіМ заснував соціологічні моніторинги серед студентів та викладачів академії. Як професор кафедри соціології, розробив спеціальний навчальний курс «Соціологія книги і читання», який сам і викладав. Виступив співавтором низки державних програм. Професор Семашко займався соціологією читача в українському бібліотекознавстві, суттєво поповнив книжковий фонд бібліотеки рідного села Велика Лепетиха, якій після його смерті було присвоєно його ім'я.
Кандидат педагогічних наук Надія Бабенко так згадувала свого вчителя:
|  | Його лекції були не тільки цікавими та змістовними, а й з елементами новітніх педагогічних підходів та запровадженням власних інноваційних технологій. Будучи людиною дуже начитаною, він часто цитував провідних науковців, читав вірші українських поетів та прозу письменників студентам та аспірантам на лекціях, колегам по роботі. Його вислів «бажаю калокагатії» (гармонійне поєднання фізичних і моральних якостей, прекрасного і доброго в людині) став крилатою фразою серед колег та знайомих. |

Член спеціалізованих вчених рад із захисту докторських дисертацій Інституту філософії імені Григорія Сковороди НАН України та Інституту мистецтвознавства, фольклористики та етнології імені Максима Рильського НАН України. Експерт Вищої атестаційної комісії України та її постійний член при Інституті філософії.
Керівник секції соціології культури і мистецтв Соціологічної асоціації України, віцепрезидент Української академії наук, член-кореспондент Української академії політичних наук, член Національної спілки театральних діячів України. Керівник соціологічної служби та член організаційного комітету театральної премії «Київська пектораль».

## Науковий доробок (частковий)
- Художественные потребности студентов, пути и средства их формирования: диссертация кандидата философских наук : 09.00.00. — Воронеж, 1970. — 455 с.
- Выявление профессиональной направленности абитуриентов и формирование профориентации в вузе: [Сборник]. — Москва: [ИЦВШ], 1973. — 47 с.
- Художественные потребности и их развитие у молодежи: (Опыт социально-эстет. изучения худож. потребностей студентов) / А. Н. Семашко. — Киев: Вища школа, 1977. — 159 с.
- Развитие эстетической культуры молодежи / А. Н. Семашко, У. Ф. Суна. — Москва: Знание, 1980. — 64 с.
- Социально-эстетические проблемы развития художественных потребностей: диссертация доктора философских наук : 09.00.04. — Запорожье, 1983. — 472 с.
- Социально-эстетические проблемы развития художественных потребностей / А. Н. Семашко. — Киев ; Одесса: Вища шк., 1985. — 170 с.
- Театр і глядач в сучасній соціокультурній реальності / І. Д. Безгін, О. М. Семашко, В. І. Ковтуненко. — Київ: Наука, 2002.
- Становлення соціології музики і особливості її розвитку в Україні: предмет і структура соціології музики в історичному розвитку / О. М. Семашко // Культура і сучасність. — 2002. — № 2. — С. 109—115.
- Соціологія мистецтва: Навчальний посібник. / О. М. Семашко. — К.: ДАКККіМ, 2003. — 266 с.
- Світова художня культура: Від первісного суспільства до початку середньовіччя: Навч. посіб. / О. П. Щолокова, С. В. Шип, О. Л. Шевнюк, О. М. Семашко. — K.: Вища шк., 2004. — 175 с.
- Соцiологiя мистецтва: навч. посіб. / О. М. Семашко ; М-во освіти і науки України, Держ акад. кер. кадрів культури і мистецтв. — Львiв: Магнолія плюс, 2005. — 243, [1] с.
- Культурологія: українська та зарубіжна культура: навч. посіб. / [М. М. Закович, І. А. Зязюн, О. М. Семашко та ін.]; за ред. М. М. Заковича. — 4-те вид., випр. і допов. — Київ: Знання, 2009. — 589 с.

## Нагороди
- 1978 — нагрудний знак «Переможець соціалістичного змагання»
- 1984 — медаль «Ветеран праці»
- 1986 — орден «Знак Пошани»
- 1997 — нагрудний знак МОН України «Відмінник освіти»
- 1999 — медаль «Захиснику Вітчизни»
- 2007 — премія Української академії наук[1]